# سكوت (مقاطعة براون)
سكوت، مقاطعة براون (بالإنجليزية: Scott, Brown County, Wisconsin)‏ هي بلدة تقع بولاية ويسكونسن في الولايات المتحدة. تبلغ مساحتها 140.6 (كم²)، وترتفع عن سطح البحر 196 م، بلغ عدد سكانها 3712 نسمة في عام 2000 حسب إحصاء مكتب تعداد الولايات المتحدة وتصل الكثافة السكانية فيها 72.8 نسمة/كم2.

## وصلات خارجية
- The US50 - Cities and Towns in Wisconsin State
- Wisconsin Cities and Towns, Facts, Map, Flag, Colleges, Government, and More